# 谭芷昀
譚芷昀（英語：Celine Tam，2007年11月22日—），香港兒童歌手，在《中國新聲代》第二季裡登場。

## 演艺经历
譚芷昀因参加《中国新声代》第二季，以一首《鲁冰花》征服观众并虏获三位老师的芳心（茜拉、尚雯婕、汪东城），逐渐走入大众视野。 在节目中谭芷昀进入茜拉的班级分别演唱了《南泥湾》《爱是永恒》《我的祖国》《You Raise Me Up》等歌曲。
2017年6月，她参加美國才藝節目《America's Got Talent》（美國達人；港譯：全美一叮）演唱《My Heart Will Go On》片段節目預覽於YouTube和Facebook公開兩日已錄得超過2,000萬點擊瀏覽；在中國內地亦广泛流传，媒体争相报导。同年8月，再度亮相美國才藝節目《America's Got Talent》“Judge Cuts 評審淘汰賽”演唱《How Am I Supposed To Live Without You》取得“GoldenBuzzer”成為第一個摘下“黃金按鈕”的香港參賽者。
2018年9月，她亮相日本朝日電視台節目《關8 The莫札特音樂王No.1決定戰》，與來自日本的7位中小學生比賽。她唱出《My Heart Will Go On》、《淚光閃閃》和《Let It Go》，連勝3個回合後最終以98.731分勝出，成為節目中的冠軍。

## 个人生活
Celine三岁学唱歌，爸爸兼歌唱老师譚顺生亲自教导，“她三岁时我就发现她的嗓音和特别，她会抖音，我觉得这是她的音乐天赋，我本身又是音乐老师，她自己又喜欢唱歌，所以就有了想教她唱歌的想法。”为了让譚芷昀更好的掌握音乐的技巧，譚爸爸还陪女儿一起在地铁站练习。“这是我教她的系统里最重要的一环。 地铁站人来人往，你要让每一波人都被你的歌声感动，你就要准备很多东西，准备的过程就是学习的过程，每次这样她都可以学到很多。”